# Ligne de La Roche-sur-Foron à Saint-Gervais-les-Bains-Le Fayet
La ligne de La Roche-sur-Foron à Saint-Gervais-les-Bains-Le Fayet est une ligne de chemin de fer française établie dans le département de la Haute-Savoie, en région Rhône-Alpes. À Saint-Gervais-les-Bains-Le Fayet elle est en correspondance avec la ligne de Saint-Gervais-les-Bains-Le Fayet à Vallorcine (frontière) qui dessert les stations touristiques de la haute vallée de l'Arve, en particulier Chamonix.
Elle constitue la ligne no 895 000 du réseau ferré national.

## Histoire
Une ligne de « La Roche à Saint-Gervais et à Chamonix (Haute-Savoie) » est classée dans le réseau de chemin de fer d'intérêt général sous le no 125 par une loi le 17 juillet 1879 (plan Freycinet).
La section de La Roche-sur-Foron à Cluses est déclarée d'utilité publique le 4 avril 1881. La ligne est concédée à titre éventuel à la Compagnie des chemins de fer de Paris à Lyon et à la Méditerranée (PLM) par une convention signée entre le ministre des Travaux publics et la compagnie le 26 mai 1883. Cette convention est approuvée par une loi le 20 novembre suivant. Elle a été ouverte à l'exploitation le 1er juin 1890. L'inauguration de la ligne et des gares intermédiaires de Saint-Pierre, Bonneville et Marignier, a lieu le 15 juin 1890.
La section de Cluses à Saint-Gervais est concédée à titre éventuel à la Compagnie des chemins de fer de Paris à Lyon et à la Méditerranée par une loi le 2 août 1886. Elle est déclarée d'utilité publique le 31 mars 1891 rendant ainsi la concession définitive. Elle est ouverte à l'exploitation le 15 juin 1898.

## Infrastructure

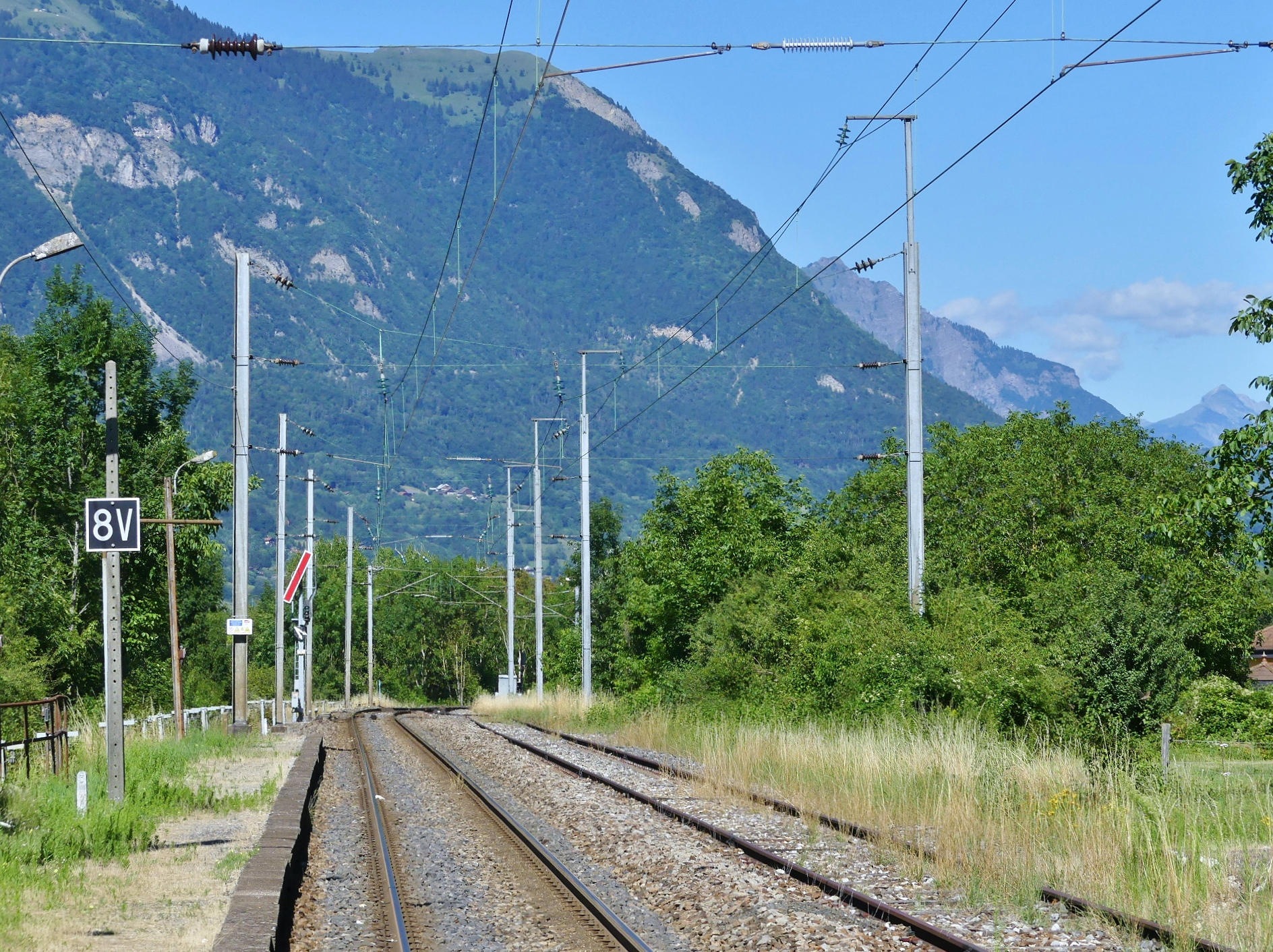
Sémaphore mécanique à la sortie de la gare de Saint-Pierre-en-Faucigny.

C'est une ligne a voie unique au mauvais profil : les déclivités atteignent 20 ‰. Le rayon des courbes descend à 300 m au niveau de Balme-Arâches ce qui limite localement la vitesse des trains à 80 km/h. Ils ne sont pas inférieurs à 500 m ailleurs où les vitesses sont comprises entre 100 et 140 km/h.
L'espacement des trains est réalisé par un Block manuel entre La Roche-sur-Foron et Sallanches - Combloux - Megève, d'une part, et par block automatique a permissivité restreinte (BAPR) entre Sallanches - Combloux - Megève et Saint-Gervais, d'autre part. Elle est équipée d'un contrôle de vitesse par balises (KVB) et d'une liaison radio par système GSM-GFU.

### Électrification
Cette ligne a été électrifiée en courant alternatif 25 kV - 50 Hz le 18 octobre 1955. L'alimentation électrique est réalisée par la sous-station de La Roche-sur-Foron et par celle de l'Abbaye située à proximité de Saint-Gervais.

### Vitesses limites
Vitesses limites de la ligne en 2012 pour les AGC, les autorails ainsi que les TGV dans les deux sens de circulation (certaines catégories de trains, comme les trains de marchandises, possèdent des limites plus faibles) :
| De                    | À                       | Limite |
| --------------------- | ----------------------- | ------ |
| La Roche-sur-Foron    | St-Pierre-en-Faucigny   | 100    |
| St-Pierre-en-Faucigny | Cluses                  | 115    |
| Cluses                | Sallanches              | 140    |
| Sallanches            | Saint-Gervais-les-Bains | 115    |

## Bibliographie

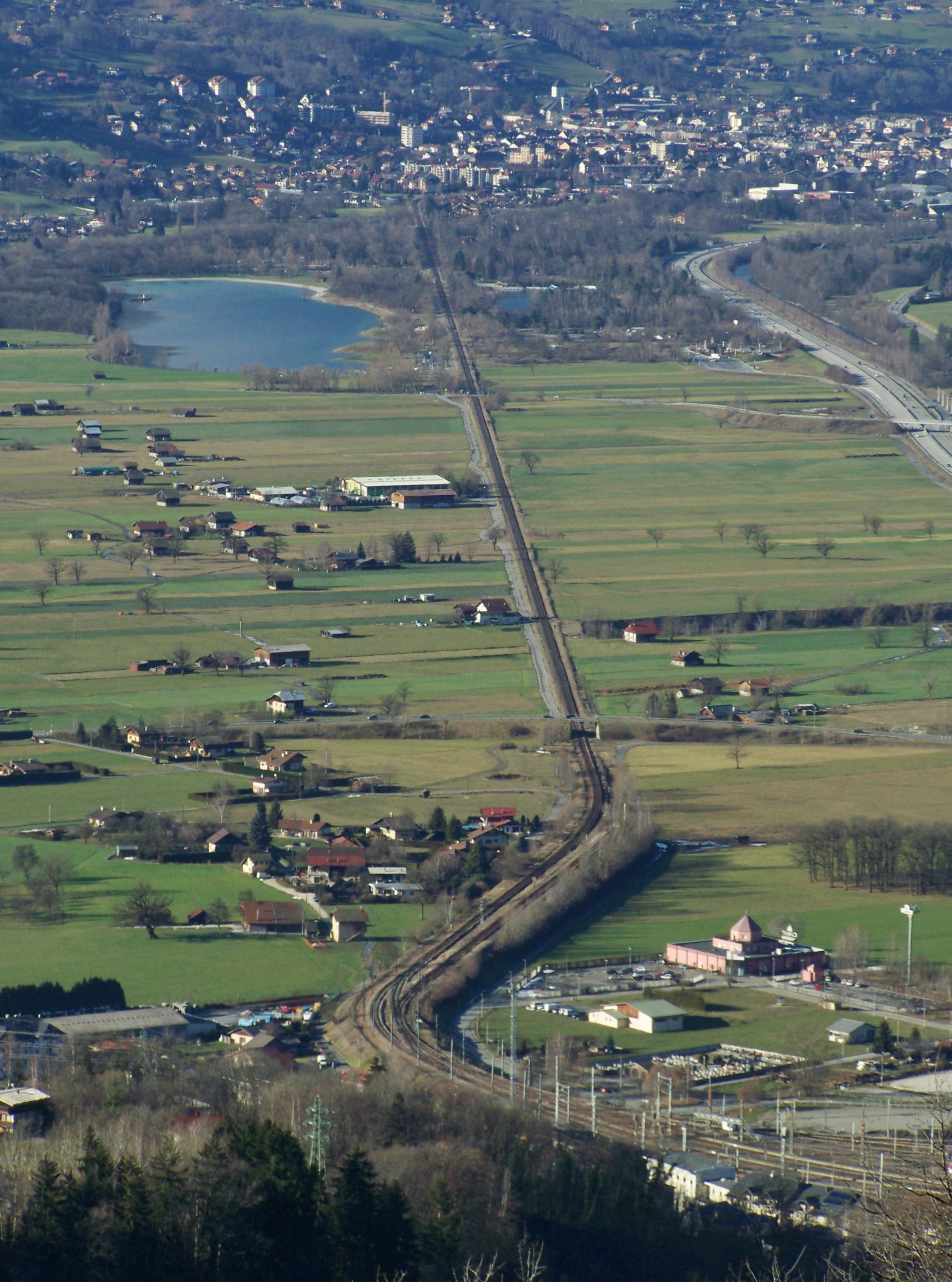
La ligne entre Sallanches (en haut) et Le Fayet (Saint-Gervais-les-Bains).